# Лазорко Дмитро Олексійович
Дмитро́ Олексі́йович Лазо́рко (4 серпня 1966, Запоріжжя — 23 лютого 2009, Миколаїв) — український режисер, педагог.

## Біографія
Навчався моделюванню театрального костюма в училищі. Працював у Запорізькому театрі юного глядача монтувальником сцени, радистом, освітлювачем, адміністратором.
1988 року вступив до Ленінградського державного інституту театрального мистецтва та кінематографії, де два роки вчися на курсі професора Кирила Черноземова. Продовжив театральну освіту на режисерському факультеті Київського державного інституту театрального мистецтва імені Карпенка-Карого (курс Едуарда Митницького).
У професійному театрі працював від 1993 року. Викладав режисуру у Київському інституті культури та мистецтв. Від 1997 року працював у Центрі Леся Курбаса. Викладав, проводив майстер-класи у Франції.
Лазорко був з покоління яскравих молодих режисерів, які зробили славу театру на Лівому березі, Молодому театру. Серед найприкметніших: вистави «День кохання, день свободи», «Войцек» (в Молодому театрі), «Ты, кого любит душа моя», експерименти по Достоєвському в театрі на Лівому березі, роботи з французькими акторами тощо.
Помер 23 лютого 2009 року внаслідок двостороннього запалення легень.

## Вистави
В доробку Лазорка понад 20 постановок в українських театрах, майже 10 вистав у зарубіжних театрах (французький театр «Le petit theatre du Poisson», Національний театр Бретані «TNB», Берегівський угорський національний театр ім Д. Ієйша).
Київський театр драми і комедії на Лівому березі
- «Сорі» за О. Галіним
- «Олеся» за Марком Кропивницьким

Киргизький національний театр
- «Сон літньої ночі» за Вільямом Шекспіром

Берегівський театр ім. Д. Ієйша
- «Нічні відвідувачі» за Жаком Превером
- «Скупий» за Жаном-Батістом Мольєром
- «Фігаро» за Бомарше

Київський академічний Молодий театр
- «День кохання, день свободи» за Г. Клаусом
- «Войцек» за Бюхнером

Центр ім. Леся Курбаса
- «Настасія Филіпівна» за Федором Достоєвським та Анджеєм Вайдою
- 1999 — «Чайка» п'єсою Антона Чехова
- «Ночі» за Бернаром Кольтесом (Центр ім. Леся Курбаса, театр «Дю Пуассон»)

Рівненський обласний академічний український музично-драматичний театр
- «Вишневий сад» за Антоном Чеховим

Донецький національний академічний український музично-драматичний театр
- «Хто боїться Вірджинії Вульф?» за Едвардом Олбі